# Dortmunds flygplats
Dortmunds flygplats (tyska: Flughafen Dortmund) (IATA: DTM, ICAO: EDLW) är en mindre internationell flygplats belägen ca 12 km öster om Dortmunds centrum i Nordrhein-Westfalen. Den används främst för lågpris- och fritidsflyg. År 2022 betjänade flygplatsen 2 586 238 passagerare. Den närmaste större internationella flygplatsen är Düsseldorfs flygplats ca 70 km åt sydväst.

## Historik
Flygplatsen, som ursprungligen var belägen i förorten Brackel, hade 1925 av Aero Lloyd de första kommersiella flygningarna, med destination Paris. Vid affärsåret 1927/1928 hade tjänsten utökats till 2 589 kommersiella flygningar årligen. Under andra världskriget användes flygplatsen som en tysk flygbas och användes därefter av Brittish Royal Air Force. Linjen till Dortmund återupptogs inte när den tyska kommersiella flygtrafiken återupptogs 1955. År 1960 flyttades det civila flygfältet till Dortmund-Wickede. Den gamla flygplatsen var övergiven och ockuperad av brittiska styrkor fram till 1990-talet.
Under de följande decennierna var Düsseldorfs flygplats och Köln-Bonns flygplats de dominerande kommersiella flygplatserna i Rhen-Ruhrområdet. Dessutom täckte Hannover flygplats också en del av flygresebehoven i denna region. Dessutom öppnade Sauerlandlinie på 257 km i slutet av 1960-talet och förbinder Dortmund med Frankfurts flygplats på mindre än två timmar med bil.
Kommersiell service återställdes 1979 med dagliga flyg till München av Reise- und Industrieflug. Flyg till Nürnberg och Stuttgart följde kort därefter. Efter den tyska återföreningen 1990 lades Dresden, Leipzig, Berlin och London till flygschemat. Reise- und Industrieflug och Nürnberger Flugdienst gick samman 1990 och bildade Eurowings, som fortfarande är baserat i Dortmund.
Byggnationen påbörjades 1998 och slutfördes 2000 av en ny ersättningsterminal. Denna flernivåterminal förberedde flygplatsen för dess återuppståndelse. Från slutet av 2000 och framåt har Dortmunds flygplats upplevt en drastisk ökning av flygtrafiken. På 1990-talet hade veckotrafiken generellt sett varit begränsad till ett fåtal turbopropflygningar till destinationer inom Tyskland, såväl som enstaka charterflyg till destinationer med varmt klimat. Sedan 2000 har flera nya flygbolag börjat trafikera Dortmund, många med jetplan. Det mesta av flygtrafiken i dag sker från lågprisflygbolag som flyger flygplan av familjeserien Boeing 737 eller Airbus A320 till sydliga turistorter och affärscentra.
Det första massflygbolaget på Dortmunds flygplats var Air Berlin, som började flyga till London, Milano och Wien 2002, vilket kompletterade dess fritidsrutter till Medelhavet. easyJet gjorde Dortmund till ett nav 2004, och Germanwings följde efter 2007. Air Berlin upphörde med de flesta icke-fritidsrutter från Dortmund 2005, men easyJet har tagit över i denna roll. EasyJet avbröt dock fyra av fem destinationer under 2012. Än idag är den relativt populära rutten London-Luton den enda som trafikeras av easyJet.
Sedan 2006 har flyplatsen burit namnet "Dortmund Airport 21", med hänvisning till att Dortmunds energibolag, DSW21, är dess största aktieägare. I oktober 2014 meddelade Air Berlin att de lämnar Dortmunds flygplats helt och ställde in deras sista återstående sommarsäsongsrutt till Palma de Mallorca. Flygbolaget hade stängt ner flera fritidslinjer från flygplatsen 2012.
Precis som med easyJet på 2000-talet började andra lågprisbolag öppna rutter från Dortmunds flygplats. Ryanair har successivt lagt till nya rutter från Dortmund, främst till destinationer runt Medelhavet och Storbritannien. Vid ett tillfälle erbjöd det spanska lågprisflygbolaget Vueling flyg till Barcelona, men de har lagts ned trots stark efterfrågan. Wizz Air har dock varit den mest betydande bidragsgivaren till flygplatsens återkomst. Det ungerska lågprisflygbolaget började betjäna flygplatsen i mitten av 2000-talet genom att trafikera flera rutter till Östeuropa, till stor del på grund av Ruhrs betydande slaviska samhällsinslag. I juni 2020, mitt under covid-19-pandemin, meddelade Wizz Air att Dortmund Airport skulle bli dess 33:e bas, den första i Tyskland. Men ett år senare meddelade Wizz Air att deras bas i Dortmund stängdes, vilket ledde till att några linjer lades ner.

## Flygbolag och destinationer

Direktflyg från Dortmund flygplats (september 2024)

Följande flygbolag HAR reguljära reguljärflyg och charterflyg på Dortmunds flygplats:
| Flygbolag        | Destinationer |
| ---------------- | --- |
| Eurowings        | Munich, Palma de Mallorca Säsong: Alicante, Catania, Heraklion, Kavala, Málaga, Rhodes, Split, Thessaloniki |
| Pegasus Airlines | Istanbul–Sabiha Gökçen |
| Ryanair          | Katowice, London–Stansted, Palma de Mallorca, Porto, Thessaloniki Säsong: Kraków, Málaga |
| SunExpress       | Izmir Säsong: Antalya, Zonguldak |
| Trade Air        | Charter: Pristina |
| Wizz Air         | Banja Luka, Belgrade, Brașov, Bucharest–Otopeni, Budapest, Cluj-Napoca, Craiova, Gdańsk, Iași, Katowice, Kutaisi, Niš, Ohrid, Olsztyn-Mazury, Podgorica, Pristina, Rome–Fiumicino, Sibiu, Skopje, Sofia, Suceava, Târgu Mureș, Timișoara, Tirana, Tuzla, Varna, Vilnius, Wrocław, Yerevan |